# 카를 프리드리히 괴르델러
카를 프리드리히 괴르델러(Carl Friedrich Goerdeler, 1884년 7월 31일 ~ 1945년 2월 2일)는 독일의 보수적 왕정 정치인이다. 행정가이자 경제학자였으며 나치 정권에 반대하여 1944년 7월 20일 동프로이센의 볼프스샨체(Wolfsschanze)에서 벌어진 히틀러 암살 시도에 가담했으나 실패하였다. 만약 암살이 성공했다면 새 정부의 수상이 되었을 것으로 예상되었다.

## 생애
괴르델러는 독일 슈나이더뮐(지금의 폴란드 피와)에서 태어나 튀빙겐대학교에서 법률과 경제학을 공부한 뒤 1912년부터 졸링겐 시행정부에서 근무했으며 제1차 세계대전 때는 주로 동부전선에 있었다. 1920년 쾨니히스베르크(지금의 러시아 연방 칼리닌그라드) 부시장이 되었으며, 1930년 라이프치히시장이 되어 1937년까지 시장직을 맡았다. 1931년 ~ 1932년과 1934년 ~ 1935년에는 나치 정권에서 2차례에 걸쳐 연방 가격통제위원회 위원으로 근무했다. 바이마르 공화국의 의회민주주의를 매우 싫어했으며 독일이 1914년 이전으로 복귀해야 한다고 주장했고, 극우적 독일국가인민당(Deutschnationale Volkspartei, DNVP)의 한 사람으로 활동했다. 나치와의 불편한 관계가 계속 악화되어 1937년 강요에 의해 라이프치히 시장직을 사퇴하고, 곧 히틀러에 대한 저항에 들어갔다. 그는 제2차 세계대전 동안에도 국외에 기반을 두고 연합국과 관계를 유지했으며, 전 참모총장 루트비히 베크가 이끄는 보수적 장군들과 같이 일했다. 이들은 스탈린그라드 전투(1942년 ~ 1943년)에서 독일군이 크게 패배한 뒤 히틀러의 암살을 통한 쿠데타를 시도했다.
괴르델러는 쿠데타가 성공하여 나치 정권을 무너뜨리면 서방 연합국들과 휴전협정을 맺고 독일을 소련과 싸우게 하려고 생각했다. 1944년 7월 20일 히틀러 암살에 거의 성공할 뻔했으나 쿠데타는 결국 실패했다. 이전부터 게슈타포의 추적을 받아왔던 괴르델러는 쿠테타가 실패하자 잠적했으나, 8월 12일 폴란드에서 체포되어 그해 9월 8일 독일의 인민재판에서 사형선고를 받고 5개월 뒤 플뢰첸제에 있는 감옥에서 교수형에 처해졌다.

## 매체에서의 묘사
- 영국인 배우 케빈 맥널리(Kevin McNally)가 2008년 브라이언 싱어 감독의 스릴러 영화 작전명 발키리에서 괴르델러를 연기하였다.